# Milankovic (cráter marciano)
Milankovic es un cráter situado en el cuadrángulo Diacria del planeta Marte. Tiene un diámetro de 118,4 km. Está ubicado en las coordenadas 54,7° de latitud norte y 146,7° de longitud oeste. Se encuentra al norte del Monte Olimpo, asentado en una amplia llanura denominada Vastitas Borealis. Debe su nombre al ingeniero, geofísico y astrofísico serbio Milutin Milanković (1879–1958).
Lleva el nombre de Milutin Milanković (1879-1958), un geofísico y astrofísico serbio
En la cultura general el cráter Milanković es el escenario del cuento Rey de Marte, parte del Mars Mars 2194 del autor canadiense Jack Stornoway.

## Capas de Hielo
Muchas depresiones de forma triangular son visibles en el cráter Milankovič. Según un equipo de investigadores, estas depresiones muestran hielo de agua en la pared recta que mira hacia el poste. Se encontraron ocho sitios con el cráter Milankovic como el único en el hemisferio norte. Este descubrimiento es importante porque el hielo se encuentra debajo de solo un metro o dos de cobertura. La investigación se realizó con instrumentos a bordo del Mars Reconnaissance Orbiter (MRO).

## Galería de imágenes
Fotografías de la cámara CTX a bordo del Mars Reconnaissance Orbiter. Ampliaciones sucesivas

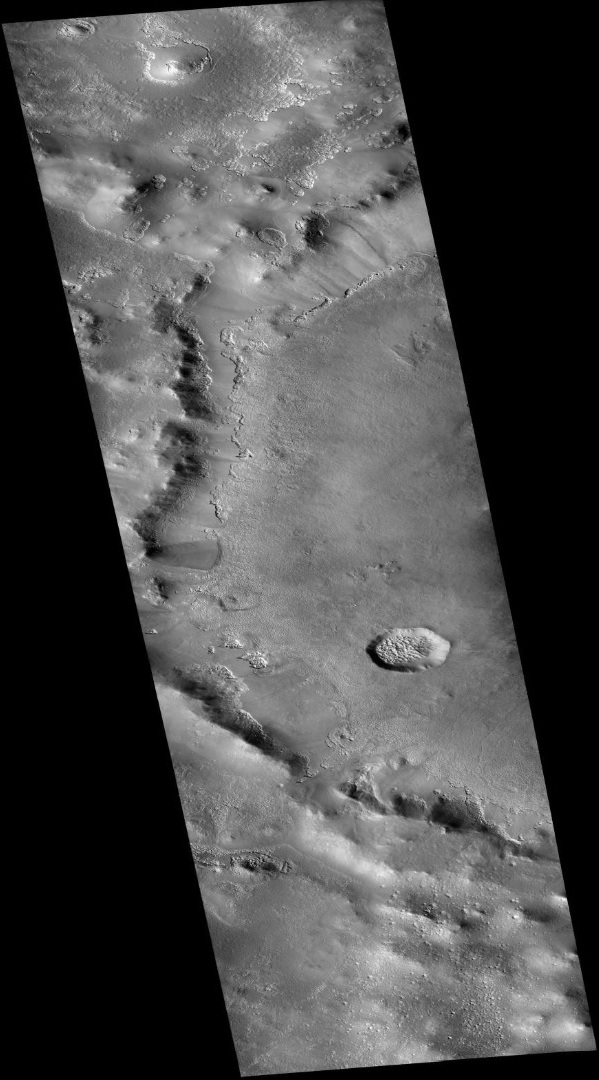
Cráter Milankovič,
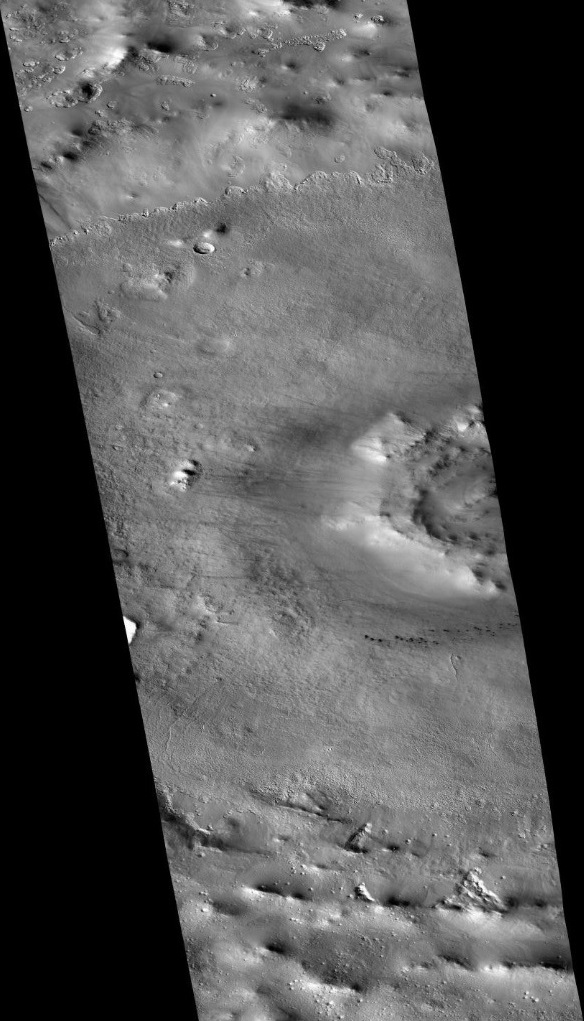
Las manchas oscuras del centro son dunas.
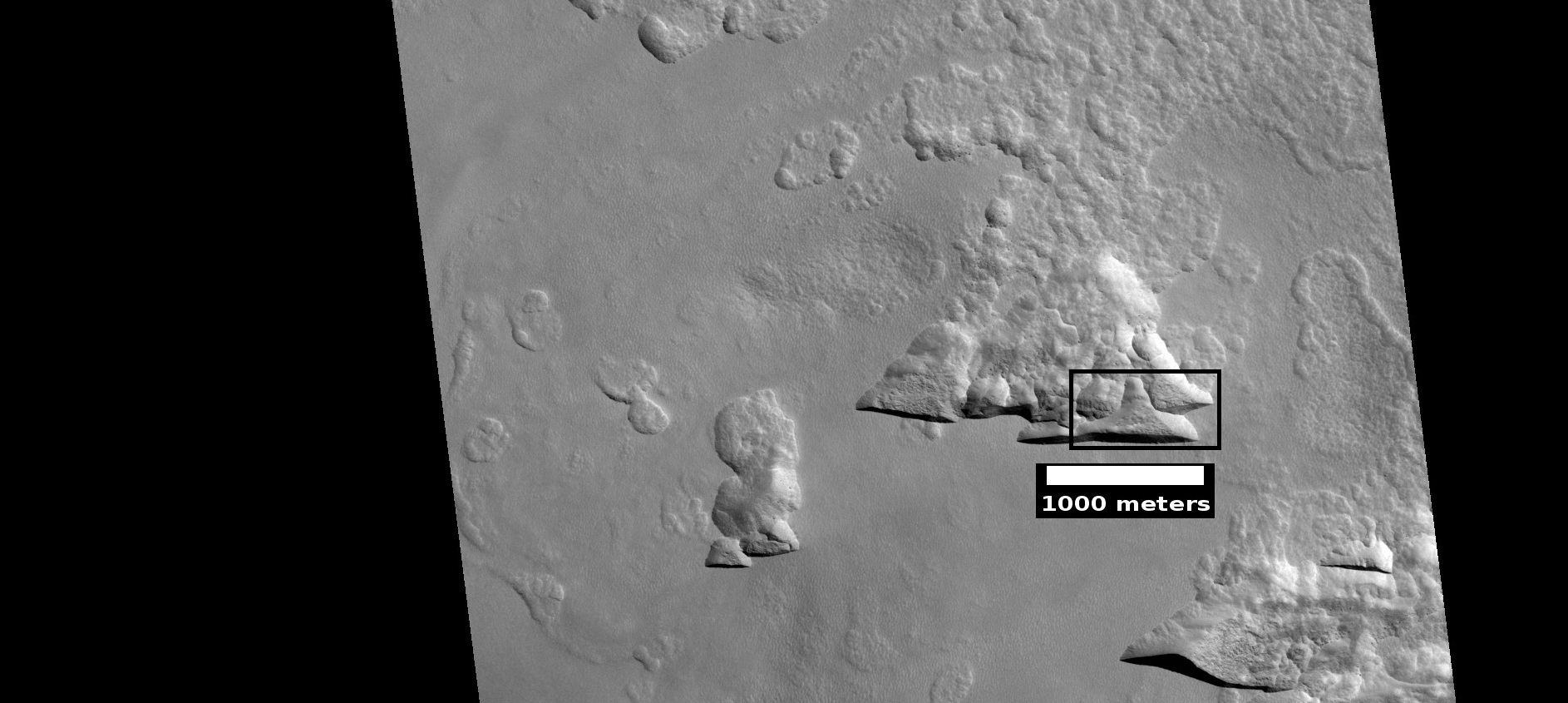
Depresiones con muros rectos al sur.
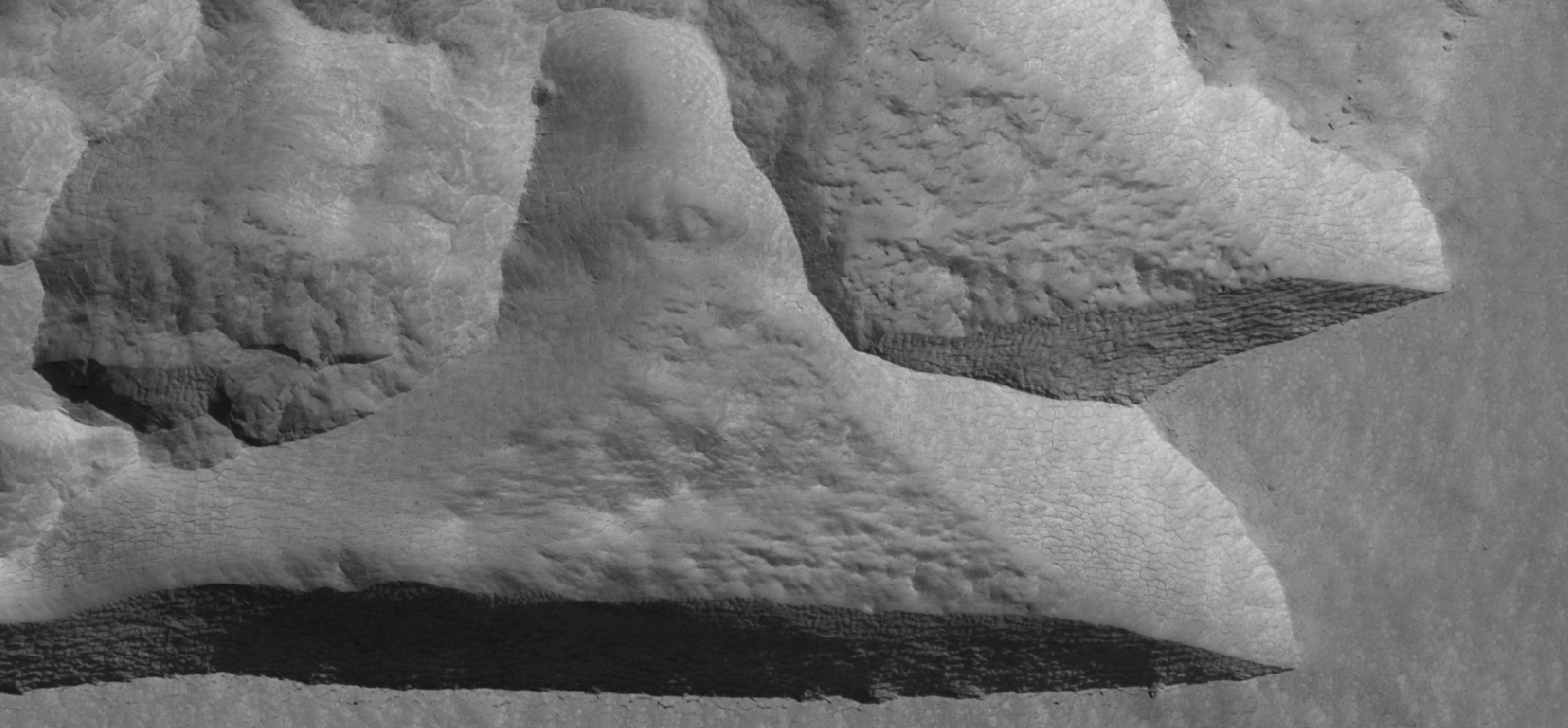
Detalle de depresión con muro. Obsérvese que la pared sur es más oscura que la pared norte
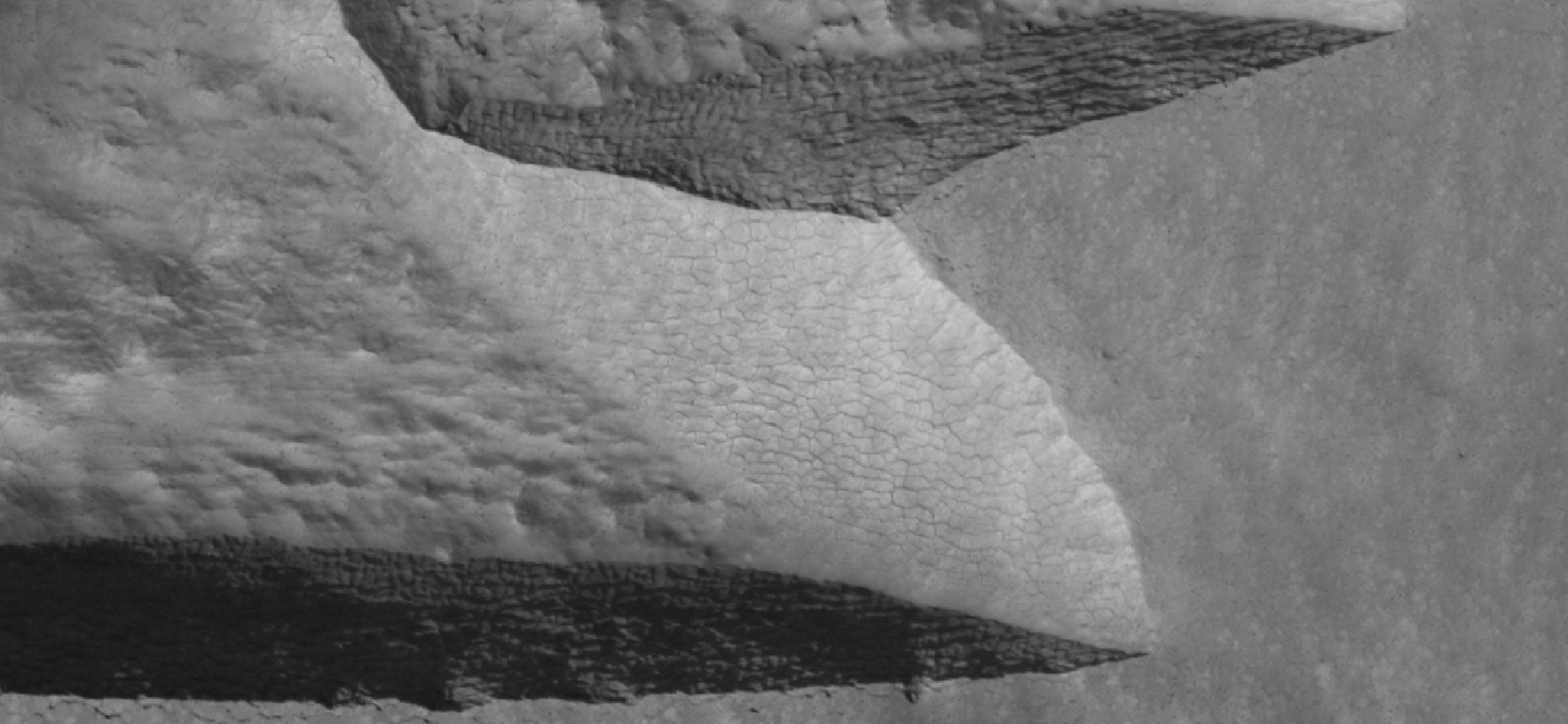
Ampliación de la imagen anterior.